# 鲁道夫·布伦格拉贝尔
鲁道夫·布伦格拉贝尔（Rudolf Brunngraber，1901年—1960年），奥地利作家、畫家，出生于维也纳，奧圖·紐拉特的工作夥伴。其小說被譯成十八種語言，並有超過百萬的銷量。